# 古文明霸王传
《古文明霸王传》是宇峻科技在1998年制作的一款战棋游戏。游戏沿用该公司之前《超時空英雄傳說2外傳 北方密使》的游戏引擎，并采用正邪对立的双主角双主线模式。
在克拉罕大陆东方的宮国，武官“骠”不满护国大将军的军事政策自愿远调边疆，但是遭到追杀。同时，被封印多时的大魔王“布雷克”突然复活，去向不明。故事在这种背景下展开。玩家可以扮演难度较低的“骠”与大将军厮杀，并揭发大将军的真面目；也可以扮演难度较高的魔神“布雷克”征服大陆，并发现自己真正的身份。
除了采用同类游戏中少有的正邪对立双主角双主线模式，制作公司还将转职系统强化，将所有职业分类成东西方两大系别，各自拥有不同的转职方向，并增加了怪兽系独有的转职系统。